# Biblioteka Główna Uniwersytetu Kardynała Stefana Wyszyńskiego
Biblioteka Główna Uniwersytetu Kardynała Stefana Wyszyńskiego w Warszawie (BG UKSW) – jedna z najzasobniejszych bibliotek w Polsce w zakresie szeroko pojętych nauk kościelnych. Została założona wraz z Akademią Teologii Katolickiej w 1954 roku. Jest ogólnouczelnianą jednostką organizacyjną i wraz z bibliotekami specjalistycznymi tworzy system biblioteczno-informacyjny, działający w dwóch kampusach uniwersyteckich – przy ul. Dewajtis i Wóycickiego. Biblioteka Główna znajduje się w otoczonym Lasem Bielańskim kompleksie budynków uniwersyteckich w Kampusie Dewajtis. Od 2016 r. posiada również filię w Kampusie Wóycickiego. Zbiory BG UKSW w 2023 r liczyły ok. 570 tys. woluminów i od 1993 roku katalogowane są komputerowo. W 2015 roku Biblioteka podjęła współpracę z Narodowym Uniwersalnym Katalogiem Centralnym (NUKAT). Od września 2016 roku Biblioteka działa w zintegrowanym systemie bibliotecznym Koha. BG UKSW jest członkiem założycielem Federacji Bibliotek Kościelnych „Fides”.

## Historia

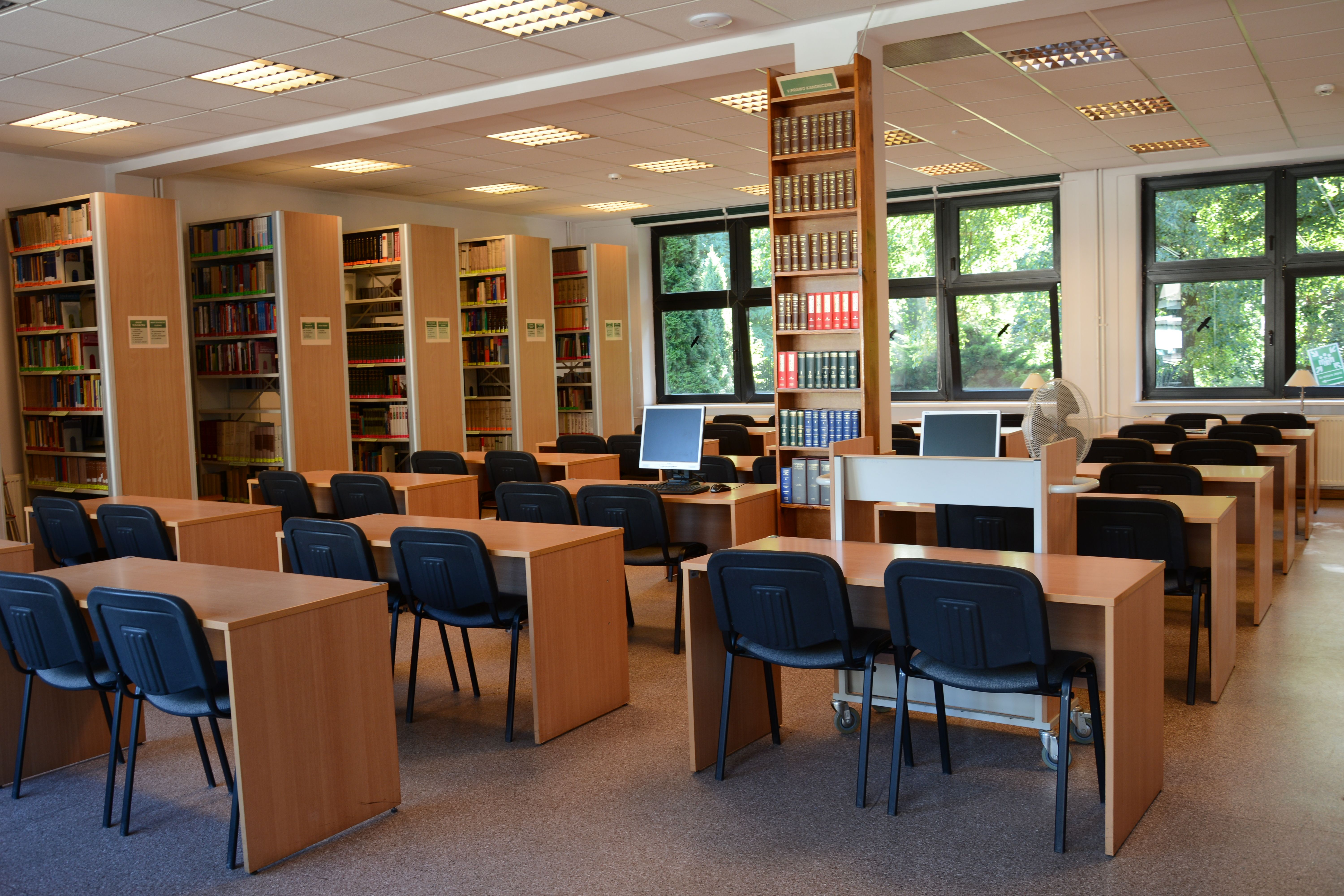
Czytelnia Główna przy ul. Dewajtis

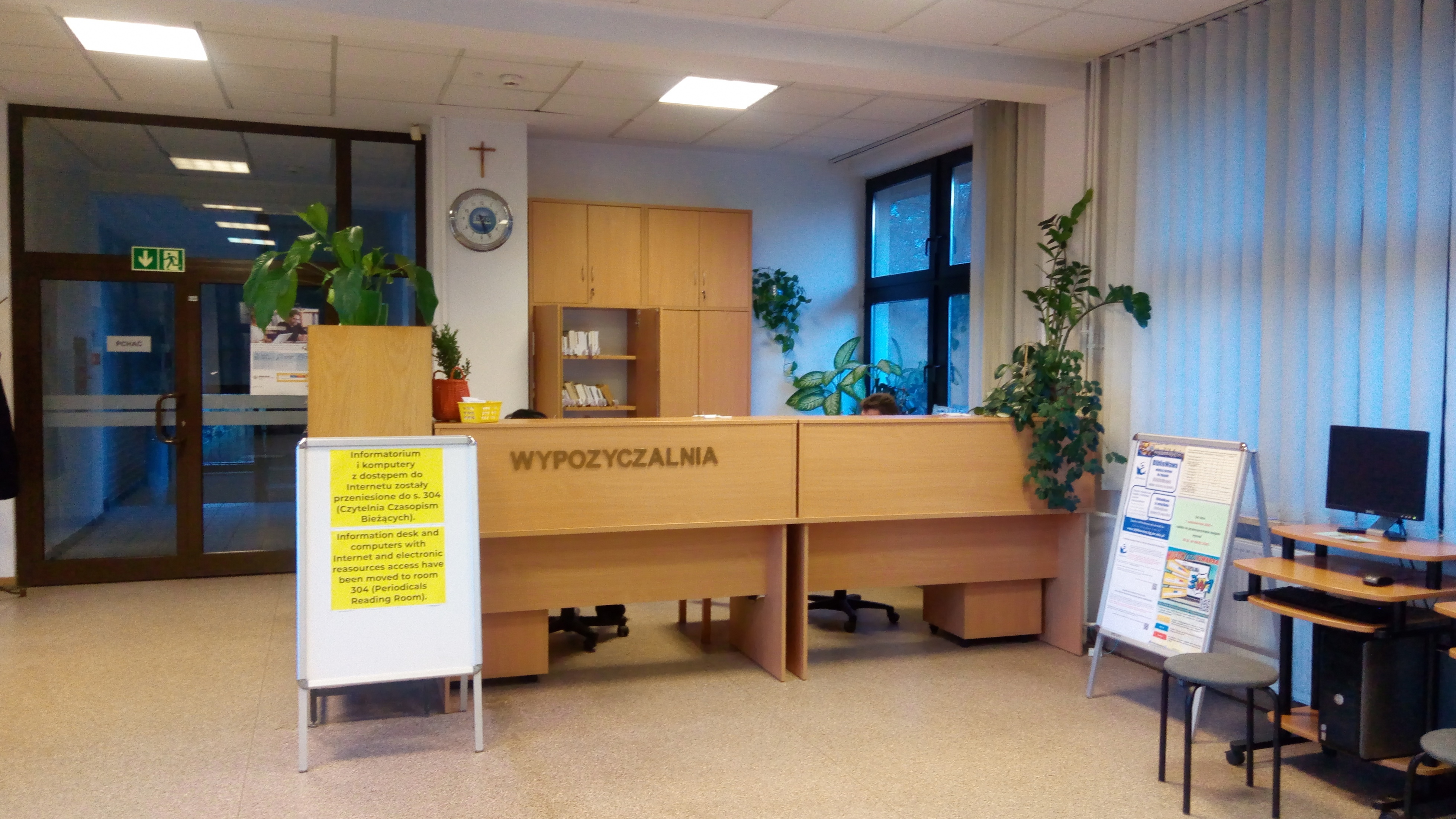
Wypożyczalnia przy ul. Dewajtis

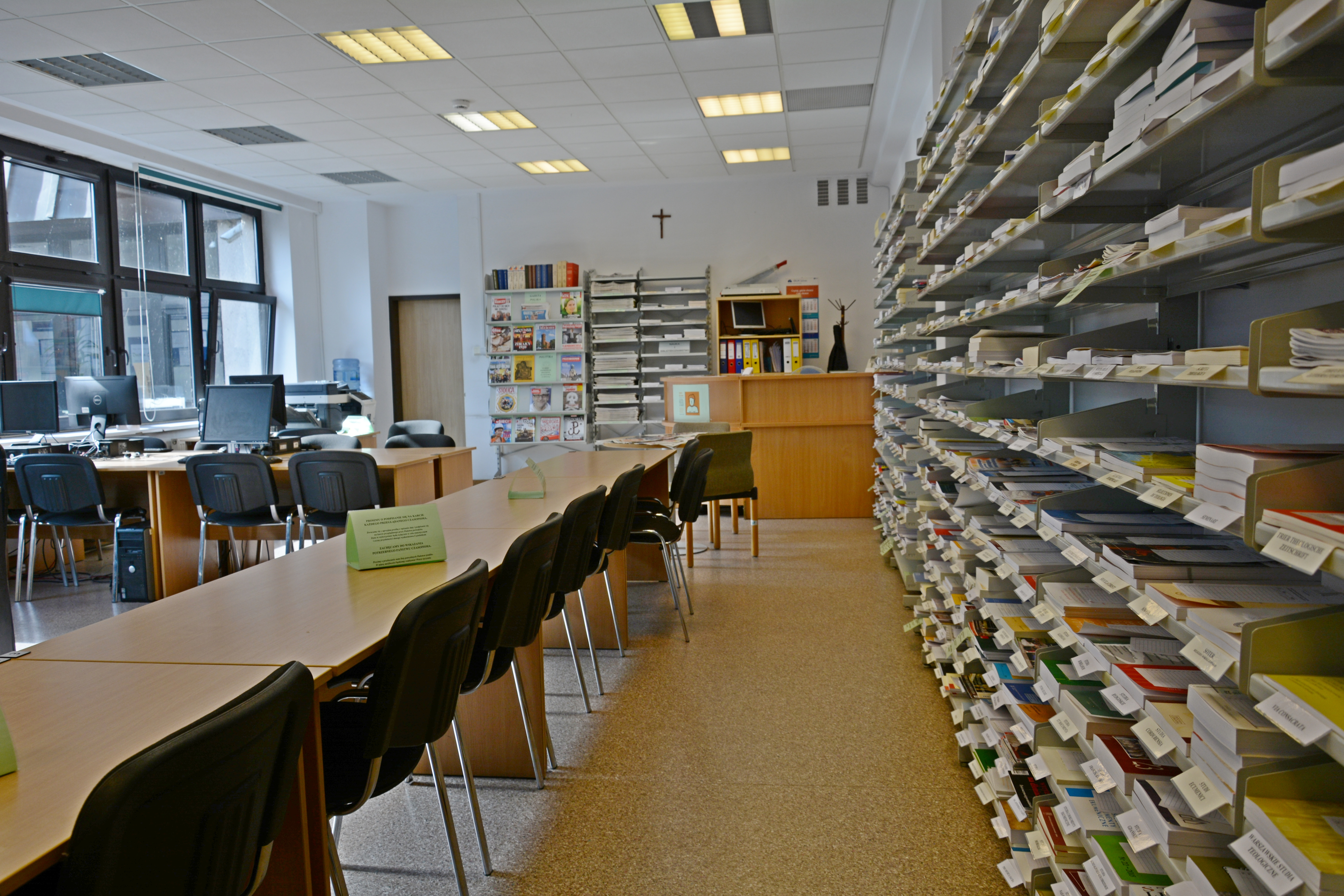
Czytelnia Czasopism Bieżących przy ul. Dewajtis

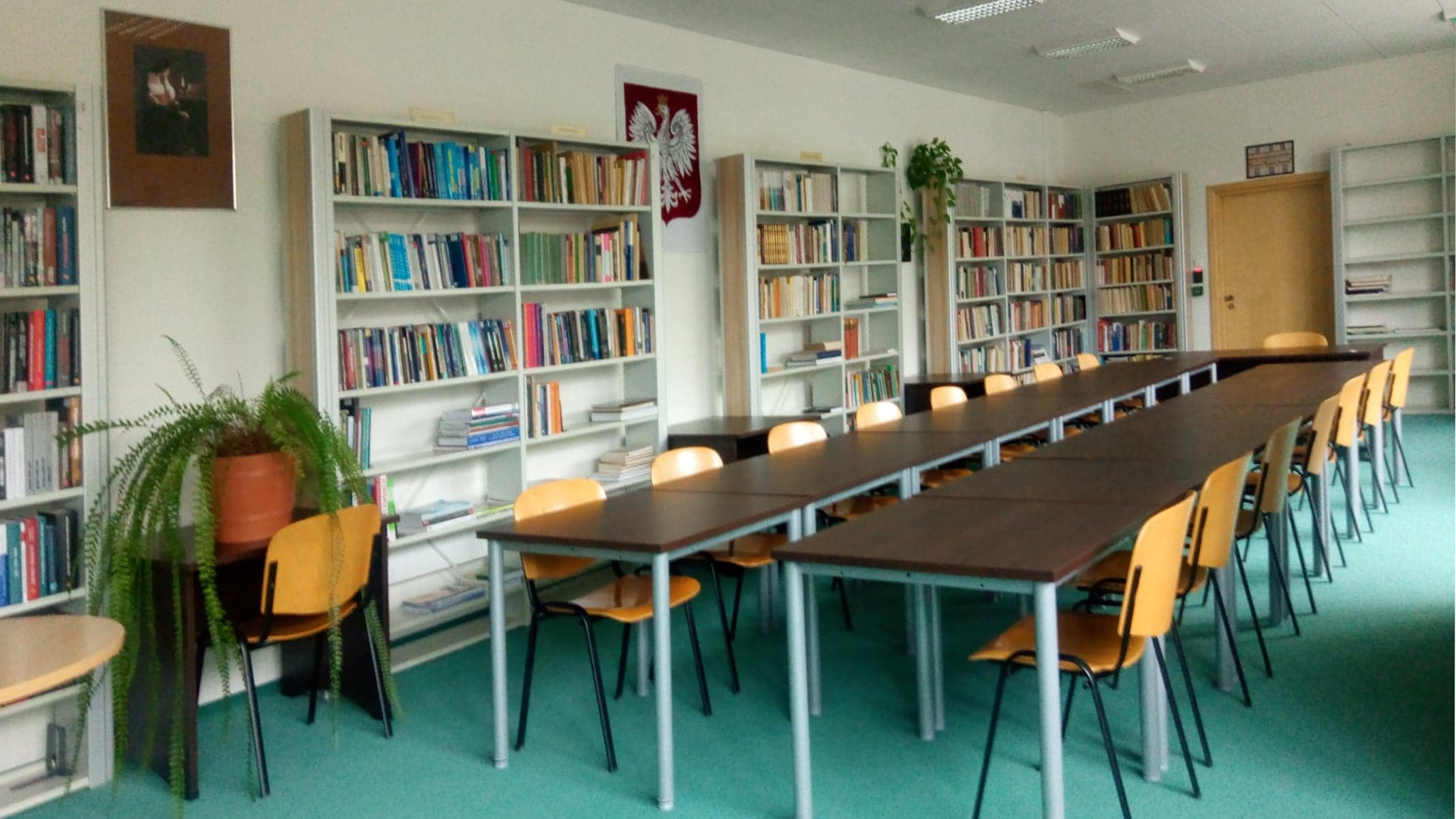
Czytelnia Filii przy ul. Wóycickiego

Biblioteka rozpoczęła swoją działalność 3 listopada 1954 roku jako Biblioteka Główna Akademii Teologii Katolickiej. Podstawą i na długie lata filarem księgozbioru stały się zbiory katedr i zakładów Wydziałów Teologicznych Uniwersytetu Jagiellońskiego i Uniwersytetu Warszawskiego. Na początku 1955 roku wraz z zakupionymi przez Bibliotekę pozycjami księgozbiór liczył 30 tys. woluminów.
Początki działalności Biblioteki były bardzo trudne. Skromne warunki lokalowe w poklasztornych obiektach na warszawskich Bielanach oraz zbyt mała liczba pracowników utrudniały jej funkcjonowanie. Zbiory były rozlokowane w różnych częściach gmachu, w różnych salach i na korytarzach, co znacznie utrudniało dostęp do nich. W marcu 1955 roku oddano do dyspozycji środowiska akademickiego czytelnię główną, gdzie udostępniano zbiory podręczne. W dniu 1 października 1955 roku pierwszy rektor ATK, ks. prof. dr hab. Jan Czuj, zatwierdził statut biblioteki,  a 1 grudnia 1955 roku – regulaminy. Wzorem struktur bibliotek szkół wyższych utworzono działy: gromadzenia i opracowania druków zwartych oraz czasopism, magazyn oraz dział udostępniania z czytelnią główną, czytelnią czasopism i wypożyczalnią.
Od samego początku, staraniem władz i pracowników gromadzono współczesną literaturę naukową z położeniem nacisku na teologię, prawo kanoniczne, filozofię chrześcijańską i nauki historyczno-społeczne. Przejęcie przez Bibliotekę Główną księgozbiorów zakładowych w 1966 r., podjęcie współpracy z polskimi i zagranicznymi bibliotekami, ośrodkami naukowymi i badawczymi, systematyczne zakupy oraz liczne dary doprowadziły do dość szybkiego wzbogacania zbiorów. Na początku lat 70. księgozbiór BG UKSW wynosił ok. 90 tys. wol., w 1982 roku wzrósł do 153 tys., w 1990 r. liczył prawie 200 tys., zaś w 2003 r. wynosił już 265 tys. woluminów.
Biblioteka Główna harmonijnie rozwijała się wraz z powstawaniem nowych kierunków na Uczelni. Jako pierwsza powstała biblioteka zakładowa przy Instytucie Studiów nad Rodziną. Następnie założono biblioteki dla wydziałów: Wydziału Nauk Humanistycznych, Wydziału Nauk Historycznych i Społecznych, Wydziału Nauk Pedagogicznych oraz Wydziału Prawa i Administracji. Również Biblioteka Główna poszerzała swój księgozbiór dostosowując go do profilu nowo powstałych wydziałów i kierunków.
W trosce o stan księgozbiorów nawiązano współpracę z innymi ośrodkami naukowymi i uczelniami, np. Akademią Sztuk Pięknych w Warszawie, gdzie w ramach prac dyplomowych i naukowych przeprowadzano konserwację inkunabułów i starych druków.
Lata 90. to początek informatyzacji Biblioteki Głównej. W latach 1993–1996 Biblioteka została skomputeryzowana i rozpoczęła tworzenie elektronicznego katalogu druków zwartych oraz starych druków w programie MAK. W 1995 roku stała się, wraz z Biblioteką Papieskiej Akademii Teologicznej w Krakowie oraz z  Biblioteką Metropolitarnego Seminarium Duchownego w Warszawie, współzałożycielem Federacji Bibliotek Kościelnych „FIDES”, której jednym z zasadniczych celów jest komputeryzacja prac bibliotecznych. W 1997 roku Biblioteka uzyskała dostęp do Internetu i utworzyła własną stronę www.
W 1999 roku Akademię Teologii Katolickiej przekształcono w Uniwersytet Kardynała Stefana Wyszyńskiego. Bibliotekę Główną przeniesiono do nowo oddanego budynku dydaktycznego.

## Zbiory
Biblioteka Główna UKSW gromadzi, przechowuje i udostępnia literaturę o charakterze uniwersalnym, z przewagą piśmiennictwa z zakresu nauk humanistycznych, teologicznych, społecznych, prawnych oraz od pocz. XXI w. nauk ścisłych: matematycznych, fizycznych, chemicznych, biologicznych i medycznych.
Zbiory BG UKSW liczyły w 2023 r.:
- 409 147 wol. książek
- 40 741 wol. zbiorów specjalnych (w 2018 r. było to 29 369 rękopisów, 944 starych druków, 2270 druków muzycznych i 982 dokumentów kartograficznych[11])
- 160 600 wol. czasopism

Najstarsze inkunabuły w zbiorach biblioteki to Zophihlogium Jacobusa Magni z ok. 1475 r. i Fortalitium fidei Alphonsusa de Spina z 1494 r.
Wśród kolekcji starych druków znajduje się też Biblia Sacra utriusque Testamenti z roku 1530 z Norymbergi. To łacińskie wydanie Wulgaty wyszło w okresie, kiedy ukazał się już niemiecki przekład Nowego Testamentu autorstwa Marcina Lutra. Zostało ono ozdobione pięknymi drzeworytami przypisywanymi Albrechtowi Dürerowi.
Biblioteka w swoich zbiorach posiada również księgozbiory po wielu zmarłych profesorach, m.in. Witoldzie Tylochu, ks. Januszu Stanisławie Pasierbie, Czesławie Zgorzelskim, Andrzeju Ciechanowieckim i Lotharze Ruppercie, a także Księgozbiór Światowego Związku Żołnierzy Armii Krajowej.
Biblioteka zabezpiecza najcenniejsze pozycje sukcesywnie poddając je konserwacji i digitalizacji. Od 2016 roku kopie cyfrowe są zamieszczane w Księgozbiorze Wirtualnym Federacji „FIDES” oraz Polonie.
Biblioteka Główna dysponuje 1580 m² powierzchni użytkowej. Swoje zbiory udostępnia na miejscu wszystkim zainteresowanym w trzech czytelniach: Czytelni Głównej i Czytelni Czasopism Bieżących przy ul. Dewajtis oraz w Czytelni Filii przy ul. Wóycickiego. Biblioteka oferuje łącznie ponad 100 miejsc dla czytelników. Prawo do wypożyczania na zewnątrz mają studenci, doktoranci i pracownicy UKSW. Do dyspozycji czytelników przeznaczono ponad 30 stanowisk komputerowych z dostępem do Internetu i do kilkudziesięciu elektronicznych baz danych oraz bezpłatny, samoobsługowy skaner A3 znajdujący się w Czytelni Głównej. Od 2016 roku BG UKSW należy do systemu Cyfrowej Wypożyczalni Publikacji Naukowych Academica.

## Struktura
- Dział Informacji Naukowej i Transferu Wiedzy
- Dział Udostępniania i Przechowywania Zbiorów
- Dział Gromadzenia i Selekcji Zbiorów
- Dział Opracowania Zbiorów
- Filia Biblioteki Głównej na Wóycickiego

## System biblioteczno-informacyjny UKSW
Systemem biblioteczno-informacyjnym UKSW kieruje dyrektor Biblioteki Głównej. Jego podstawą jest Biblioteka Główna, oprócz której w skład systemu wchodzą cztery biblioteki specjalistyczne:
- Biblioteka Wydziału Nauk Humanistycznych,
- Biblioteka Wydziału Nauk Pedagogicznych,
- Biblioteka Wydziału Prawa i Administracji.

Zlikwidowane biblioteki, które wchodziły w skład systemu: Biblioteka Wydziału Studiów nad Rodziną – zlikwidowana z początkiem 2017 r.; Biblioteka Wydziału Nauk Historycznych i Społecznych – zlikwidowana w 1.10.2019 r.

## Kierownicy i dyrektorzy
Kierownicy
1. 1954–1956 – mgr Barbara Wilejszyc
2. 1956–1961 – ks. mgr Czesław Borawski
3. 1962–1966 – ks. dr Aleksander Grabowski

Dyrektorzy
1. 1966–1971 – ks. dr Mirosław Szegda
2. 1971–1980 – ks. dr Czesław Baran OFM Conv
3. 1980–1983 – mgr Andrzej Dziubecki
4. 1983–1991 – mgr Andrzej Dubec (p.o.)
5. 1991–2013 – mgr Piotr Latawiec
6. 2013–2018 – dr hab. Katarzyna Materska(inne języki)
7. 2018–2024 – mgr Tomasz Winiarski[15]
8. od 2024 – mgr Jolanta Białkowska[15][16]